# روستیسلاو زوولیچنی
روستیسلاو زوولیچنی (اوکراینی: Ростислав Зауличний؛ زادهٔ ۶ سپتامبر ۱۹۶۸) بوکسور اهل اوکراین است.